# Giovannina Majer
Giovannina Majer (* 13. Dezember 1885 in Venedig; † 14. August 1966 ebenda) war eine italienische Münz- und Medaillenhändlerin sowie Numismatikerin, die sich vor allem mit Münzen, Medaillen und Siegeln Venedigs und seiner Kolonien befasste.

## Leben
Giovannina Majer war die Tochter des Münzhändlers Nicolò Majer (1855–1912). Er betrieb von 1893 bis 1906 eine Münzhandlung mit Giuseppe Morchio, ab 1907 unter eigenem Namen, in San Lio 5785. Ihr Vater machte sie mit antiken und vor allem venezianischen Münzen vertraut.
Nach dessen Tod führte sie seine Münzhandlung in San Lio 5786 weiter. 1921 erwarb die Banca Italiana di Sconto in Florenz die Münzhandlung und deren Bibliothek und sie war für einige Monate als Leiterin der Münzabteilung der Bank tätig, kehrte nach dem Bankrott der Bank aber nach Venedig zurück. 
Von 1937 bis zum Eintritt in ihren Ruhestand 1951 war sie als numismatische Beraterin am Münzkabinett des Museo Correr tätig, mit einem jährlich verlängerten Vertrag, der nur 36 Stunden pro Monat vorsah, daneben war sie weiter im Münzhandel tätig. Während ihrer langjährigen Tätigkeit führte Majer die Neuordnung der noch nicht inventarisierten und katalogisierten Sammlungen durch, die etwa die Hälfte der Exemplare ausmachten. Auf ihrem Spezialgebiet publizierte sie zahlreiche Aufsätze.
Sie war Mitglied des Istituto Veneto di Scienze, Lettere ed Arti und der Deputazione di Storia Patria per le Venezie, auch gehörte sie der Società Numismatica Italiana an, ebenso weiteren italienischen und ausländischen numismatischen Vereinigungen.

## Veröffentlichungen (Auswahl)
- Doppio ducato d’oro di Giulio II per Bologna, in: Numismatic Circular 1914, Sp. 236.
- Le monete di Venezia descritte da Nicolò Papadopoli. Parte III: da Leonardo Donà a Lodovico Manin, in: Numismatic Circular 1921.
- Le tessere veneziane dell'olio, in: Rivista italiana di numismatica e scienze affini 34 (1921) 94–106.
- Le tessere del sale, in: Rivista italiana di numismatica e scienze affini 35 (1922) 204–216.
- Le tessere delle scuole religiose di Venezia, in: Rivista italiana di numismatica e scienze affini 38 (1925) 17–40.
- Una medaglia di S. Rocco e le tessere della sua scuola in Venezia, in: Rivista per il VI centenario della morte del Patrono, Venedig 1927.
- Sigilli di magistrature veneziane nei possedimenti d’oltremare (Dalmazia, Albania, Istria, Friuli), in: Archivio storico per la Dalmazia 11, 65 (1931) 211–230.
- Una moneta veneziana inedita. Il piccolo di Andrea Contarini, in: Archivio Veneto Ser. 5, 25–26 (1933) 229–234 (Digitalisat).
- Sigilli di baili veneziani in Oriente, in: Archivio Veneto Ser. 5, 29 (1941) 103–123 (Digitalisat).
- Il sigillo della badia di Pomposa, in: Archivio Veneto Ser. 5, 32–33 (1943) 219–222 (Digitalisat).
- Le monete della municipalità provvisoria di Venezia del 1797, in: Rivista ltaliana di Numismatica e Scienze affini Ser. 4, 7 (52–53) (1950) 85–90.
- Sigilli e medaglie dei duchi e rettori veneziani del regno di Candia, in: Bollettino del Circolo Numismatico Napoletano 37 (1952) 83–97.
- Imitazioni e contraffazioni dello zecchino veneziano, in: Jean Babelon, Jean Lafaurie (Hrsg.): 5ème Congrès International de Numismatique. Paris 6–11 Juillet 1953, Paris 1957, S. 391–400.
- Napoleone re d’Italia e la moneta a Venezia durante il suo regno, 1804–1814, in: Rivista Italiana di Numismatica Ser. 5, 2 (56) (1954) 90–104
- L’officina monetaria della Repubblica Veneta, in: Archivio Veneto Ser. 5, 52–53 (1954) 28ff.
- La bolla del doge Domenico Morosini 1148–1156, in: Archivio Veneto Ser. 5, 65 (1959) 1–10.